# 堂堡镇
堂堡乡，是中华人民共和国福建省龙岩市永定区下辖的一个乡镇级行政单位。

## 行政区划
堂堡乡下辖以下地区：
寨下村、蛟塘村、下村、宝溪村、村中村、河坑村、三堡村、赛智村、朱罗村和香溪村。